# Mindaugas Grigalevičius
Mindaugas Grigalevičius (ur. 3 grudnia 1981 w Wyłkowyszkach) ∼ litewski piłkarz, grający w klubie REO Wilno. Występuje na pozycji napastnika. W reprezentacji Litwy zadebiutował w 2003 roku. Do tej pory rozegrał w niej dwa mecze (stan na 28 kwietnia 2012).